# Rio Velho
Rio Velho är ett vattendrag i Brasilien.   Det ligger i delstaten São Paulo, i den sydöstra delen av landet, 500 km söder om huvudstaden Brasília.
Omgivningen kring Rio Velho består till största delen av jordbruksmark. Området är  glesbefolkat, med 9 invånare per kvadratkilometer.